# 獵人 (漫畫家)
獵人（1956年3月18日—）本名陳至隆，是臺灣的漫畫家，出生於澎湖縣湖西鄉沙港村，常於《自由時報》及《臺灣蘋果日報》發表漫畫評論時事及政治事件，由於素描基礎紮實、運用漫畫手法描繪政治人物維妙維肖，畫面褒貶時事一針見血、幽默風趣；是當今臺灣幾位最有影響力的政治漫畫家之一。

## 簡歷
- 國立臺灣藝術專科學校（現臺灣藝術大學）美工科畢業。國、高中時期經常獲得澎湖縣寫生比賽第一名，並獲得南部七縣市寫生比賽社會組第二名。考上國立藝專後也獲得全國大專設計展優良設計獎。
- 1981 美麗島事件後，獲聘政論雜誌美術編輯，開始政治漫畫創作。
- 1982 首次為黨外候選人助選，製作漫畫文宣。
- 1984 任職偉文圖書公司企劃部主任、經理，規劃出版全臺灣第一套彩色國中參考書《強棒出擊》。
- 1984 兼任志仁高中、大誠高中夜間部廣告設計科繪畫教師。
- 1988 成立室內設計工作室並擔任室內設計師。
- 1989 獲臺北市政府頒贈「民間美術貢獻獎」。
- 1984~1995 陸續參與助選工作，結識當時臺北市議會議長兼中國國民黨中常委陳健治。
- 1996 1996年中華民國總統選舉，受陳健治推薦擔任李登輝、連戰臺北市競選總部競選文宣。
- 1998 用「獵人」筆名投稿政治漫畫於《自由時報》「自由廣場」，獲得總主筆劉永昌賞識（劉永昌現為《臺北時報》副社長）。
- 2000 擔任連戰、蕭萬長總統選舉臺北市總部競選文宣。
- 2001 國民黨下野，受陳健治推薦擔任國民黨立法院黨團文宣，一有議題即利用手繪海報與搭配漫畫，由黨團書記長立刻召開記者批判陳水扁政府，一天的記者會甚至多達5場，這是藍綠在立法院對抗的開始；也因而讓林益世、李全教、劉政鴻、李嘉進、廖風德等歷任書記長成為全國知名的政治人物。獵人任職立法院國民黨團文宣5年期間，參與了臺灣史上重要的立法院法案藍綠對決：319槍擊事件後續的藍營抗爭（2004年3月21日凌晨1：00左右，連戰與宋楚瑜因不滿兩顆子彈事件導致落選，因此決定赴凱達格蘭大道抗議；該日凌晨3：00，獵人接獲當時的國民黨團書記長廖風德電話指示黨團即刻動員，獵人通知黨團工作人員發動在北部地區的國民黨立委赴凱道陪同連宋抗爭，隨即趕赴立法院黨團辦公室手繪300張「立即驗票」、「沒有真相、沒有總統」的海報，並於凌晨5：00左右送到凱道；抗爭海報頓時成為現場轉播媒體的焦點，將海報畫面播放至全國；此後，「沒有真相、沒有總統」就此成為319槍擊事件的代表標語）。由於在立法院的工作讓獵人更深入了解國民黨的腐敗與內鬥文化，並熟悉國民黨中央黨部高層的運作，更奠定日後政治漫畫創作的評論根基。
- 2005 因挺身為國民黨立法院黨團的國會助理爭取年終獎金，得罪國民黨立法院黨團大黨鞭曾永權，並被羅織「領導國會助理對抗黨團」的罪名，因此結束與國民黨合約，隨即獲得臺灣團結聯盟立法委員羅志明推薦至臺聯立法院黨團擔任文宣。又經歷了在野黨三次罷免陳水扁總統事件及百萬人民倒扁運動，對於立法院各政黨之間的合縱連橫的運作有更深入的體驗，因此對於往後台灣政治事件的看法與評論非常精確，深獲讀者欣賞。
- 2007 擔任「中華漫畫人文藝術發展協會」理事長，在全臺各地舉辦漫畫比賽活動，推廣漫畫藝術。
- 2009 獲邀於《臺灣蘋果日報》開闢「獵人政治漫畫」專欄。
- 2000~2010 擔任行政院消費者保護委員會「全國消保漫畫比賽」評審，臺北捷運「心文化漫畫比賽」評審，法務部「全國廉潔漫畫比賽」評審，臺北市、臺中市、高雄市、嘉義縣、宜蘭縣、澎湖縣等各縣市歷屆漫畫比賽評審。
- 2011 獲邀為李登輝的群策會繪製「棄馬保台」漫畫集。